# Mistaria
Genre
Mistaria est un genre d'araignées aranéomorphes de la famille des Agelenidae.

## Distribution
Les espèces de ce genre se rencontrent en Afrique et en Arabie.

## Liste des espèces
Selon World Spider Catalog (version 20.5, 28/10/2019) :
- Mistaria fagei (Caporiacco, 1949)
- Mistaria jaundea (Roewer, 1955)
- Mistaria jumbo (Strand, 1913)
- Mistaria keniana (Roewer, 1955)
- Mistaria kiboschensis (Lessert, 1915)
- Mistaria kiwuensis (Strand, 1913)
- Mistaria lawrencei (Roewer, 1955)
- Mistaria leucopyga (Pavesi, 1883)
- Mistaria longimamillata (Roewer, 1955)
- Mistaria moschiensis (Roewer, 1955)
- Mistaria mossambica (Roewer, 1955)
- Mistaria nairobii (Caporiacco, 1949)
- Mistaria nyassana (Roewer, 1955)
- Mistaria nyeupenyeusi Kioko & Li, 2018
- Mistaria teteana (Roewer, 1955)
- Mistaria zorica (Strand, 1913)
- Mistaria zuluana (Roewer, 1955)

## Publication originale
- Lehtinen, 1967 : Classification of the cribellate spiders and some allied families, with notes on the evolution of the suborder Araneomorpha. Annales Zoologici Fennici, vol. 4, p. 199-468.